# Dorcadia dorcadia
Dorcadia dorcadia är en loppart som först beskrevs av Rothschild 1912.  Dorcadia dorcadia ingår i släktet Dorcadia och familjen grävlingloppor. Inga underarter finns listade i Catalogue of Life.